# Курган (Мордовия)
 Курган  — деревня в Ромодановском районе Мордовии в составе Кочуновского сельского поселения. 

## География
Находится на расстоянии примерно 4 километра по прямой на восток от районного центра поселка Ромоданово.

## История
Деревня была основана в начале XX века. В 1914 году в ней было учтено 39 дворов.

## Население
Постоянное население составляло 21 человека (русские 81%) в 2002 году, 13 в 2010 году .